# Paraxenetus guttulatus
Paraxenetus guttulatus är en insektsart som först beskrevs av Philip Reese Uhler 1887.  Paraxenetus guttulatus ingår i släktet Paraxenetus och familjen ängsskinnbaggar. Inga underarter finns listade i Catalogue of Life.